# Sprawa Czwartego do bridge’a
Sprawa Czwartego do bridge’a – proces o plagiat dramatu Tajemnica (plagiatem miał być utwór Czwarty do bridge’a) toczący się przed krakowskimi sądami w latach 1935–1939. Proces wytoczył Leon Wiesenberg przeciwko Adamowi Grzymale-Siedleckiemu. Sprawa cieszyła się dużym zainteresowaniem opinii publicznej i była relacjonowana w prasie codziennej.
Za Czwartego do bridge’a Grzymała-Siedlecki otrzymał w 1934 nowo utworzoną Nagrodę im. L. Reynela. Siedlecki był wtedy cenionym i popularnym autorem dramatycznym oraz ważną osobistością w świecie teatralnym. Dramat został wystawiony po raz pierwszy w warszawskim Teatrze Nowym w styczniu 1935. Miał też być pokazany na deskach krakowskiego Teatru im. J. Słowackiego, którego Siedlecki był wcześniej dyrektorem.
Wiesenberg był emerytowanym inspektorem kolejowym i literatem. Najpierw wystosował on List otwarty do kół decydujących na polu literackim i teatralnym w Polsce o naprawienie krzywdy, a następnie, 10 kwietnia 1935, złożył pozew. Proces odbywał się najpierw w Sądzie Okręgowym w Krakowie. Grzymała przyjął oskarżenia Wiesenberga z oburzeniem. O pomoc w znalezieniu dobrego prawnika poprosił swojego przyjaciela, mecenasa Janusza Olchowicza, który doradził mu zaangażowanie adwokata Zenona Brema.
Pełnomocnikiem Wiesenberga był Wacław Kohane. Twierdził on, że Wiesenberg napisał Tajemnicę w 1912, a w 1916 udostępnił ją Grzymale. Opierając się na opinii powołanego rzeczoznawcy, prof. Sinki, sąd oddalił skargę Wiesenberga. Po zaskarżeniu orzeczenia, krakowski Sąd Apelacyjny uchylił wyrok i przekazał sprawę do ponownego rozpatrzenia w pierwszej instancji. Proces toczył się do wybuchu II wojny światowej i nie przyniósł rozstrzygnięcia. Do rozprawy apelacyjnej prawdopodobnie nie doszło.
W dyskusję o bezpodstawności oskarżenia zaangażował się także Sąd Koleżeński Związku Autorów Dramatycznych Polskich. W jego skład wchodzili Wacław Grubiński, Jerzy Szaniawski i Tadeusz Konczyński. Stwierdzili oni, że obu sztuk nie można porównywać ze względu na zupełnie różny poziom artystyczny.